# Elderon (thị trấn), Wisconsin
Elderon là một thị trấn thuộc quận Marathon, tiểu bang Wisconsin, Hoa Kỳ. Năm 2010, dân số của thị trấn này là 586 người.